# Alberta (Alabama)
Alberta es un área no incorporada ubicada en el condado de Wilcox en el estado estadounidense de Alabama.

## Geografía
Alberta se encuentra ubicada en las coordenadas 32°13′56″N 87°24′36″O / 32.23222, -87.41000.